# San Vicente de Tagua Tagua Peralillo Airport
San Vicente de Tagua Tagua Peralillo Airport är en flygplats i Chile.   Den ligger i provinsen Provincia de Colchagua och regionen Región de O'Higgins, i den södra delen av landet, 130 km sydväst om huvudstaden Santiago de Chile. San Vicente de Tagua Tagua Peralillo Airport ligger 137 meter över havet.
Terrängen runt San Vicente de Tagua Tagua Peralillo Airport är platt åt sydväst, men åt nordost är den kuperad. Runt San Vicente de Tagua Tagua Peralillo Airport är det ganska tätbefolkat, med 58 invånare per kvadratkilometer..
Trakten runt San Vicente de Tagua Tagua Peralillo Airport består till största delen av jordbruksmark.